# ال مونته، شیلی
ال مونته، شیلی (به اسپانیایی: El Monte, Chile) یک سکونتگاه مسکونی در شیلی است که در Talagante Province واقع شده‌است.

## خصوصیات
ال مونته ۱۱۸٫۱ کیلومترمربع مساحت و ۲۶٬۴۵۹ نفر جمعیت دارد و ۲۳۹ متر بالاتر از سطح دریا واقع شده‌است.